# Африкансько-Антарктична улоговина
61° пд. ш. 30° сх. д. / 61° пд. ш. 30° сх. д.
Африка́нсько-Антаркти́чна улого́вина — широка підводна улоговина в південній частині Атлантичного й Індійського океанів, розташована між материковим схилом Антарктиди, Південно-Антильським хребтом, Африкансько-Антарктичним хребтом і хребтом Кергелен.
Африкансько-Антарктична улоговина являє собою мезо-кайнозойський прогин океанічного ложа з глибинами до 6787 м і з осадовим покривом потужністю 600−700 м.
Протяжність уздовж 60° південної широти становить 6200 км. Ширина — 1500 км. Найбільша глибина — 6787 м. Дно улоговини складають червоні глибоководні глини і діатомовий мул.
В індоокеанському секторі Південного океану на дні улоговини лежить підводна височина Конрада — мікроконтинент, на якому розташовані дві плосковершинних підводних гори вулканічного походження — банки Об і Лена.